# Chris Ernst
Chris Ernst (Kitchener, 31 augustus 1999) is een Canadees baan- en wegwielrenner die anno 2020 rijdt voor de Canadese wielerploeg Hustle Pro Cycling. Hij won meerdere medailles op de Pan-Amerikaanse kampioenschappen baanwielrennen en nam meerdere keren deel aan de wereldkampioenschappen baanwielrennen. 

## Palmares
| Jaar       | CK                                                                           | P-AK                                                           | WK                                        | Overig                                 |
| Als junior | Als junior                                                                   | Als junior                                                     | Als junior                                | Als junior                             |
| ---------- | ---------------------------------------------------------------------------- | -------------------------------------------------------------- | ----------------------------------------- | -------------------------------------- |
| 2016       | ploegenachtervolging · puntenkoers                                           |                                                                |                                           |                                        |
| Als elite  |                                                                              |                                                                |                                           |                                        |
| 2017       | ploegenachtervolging · scratch · 4e koppelkoers · 4e omnium · 6e puntenkoers |                                                                |                                           |                                        |
| 2018       | 4e koppelkoers 4e omnium 4e puntenkoers 7e achtervolging 8e scratch          | 4e ploegenachtervolging 6e koppelkoers 7e achtervolging        |                                           |                                        |
| 2019       | ploegenachtervolging · 4e koppelkoers · 5e achtervolging · 6e omnium         |                                                                |                                           |                                        |
| 2020       |                                                                              |                                                                |                                           |                                        |
| 2021       |                                                                              |                                                                |                                           |                                        |
| 2022       | koppelkoers · omnium · 5e achtervolging · 9e 1km tijdrit                     | achtervolging · ploegenachtervolging                           | 12e achtervolging                         |                                        |
| 2023       | koppelkoers · omnium · 7e scratch · 9e achtervolging                         | achtervolging                                                  | 9e achtervolging                          | Pan-Amerikaanse Spelen: 5e koppelkoers |
| 2024       | achtervolging · omnium · 8e 1km tijdrit                                      | omnium · achtervolging · ploegenachtervolging · 4e koppelkoers | 6e ploegenachtervolging 16e achtervolging |                                        |

## Ploegen
- 2020 –  DC Bank-Probaclac
- 2021 –  XSpeed United Continental
- 2022 –  XSpeed United Continental
- 2023 –  Toronto Hustle
- 2024 –  Hustle Pro Cycling